# Lucas Ahijado
Lucas Ahijado Quintana (Oviedo, 30 gennaio 1995) è un calciatore spagnolo, difensore del Real Oviedo.

## Carriera
Cresciuto nel settore giovanile dei Carbayones, ha esordito in prima squadra il 13 aprile 2014 in un match di campionato vinto 5-1 contro il Celta Vigo B.

## Statistiche

### Presenze e reti nei club
Statistiche aggiornate al 3 dicembre 2021.
| Stagione           | Squadra            | Campionato         | Campionato | Campionato | Coppe nazionali | Coppe nazionali | Coppe nazionali | Coppe continentali | Coppe continentali | Coppe continentali | Altre coppe | Altre coppe | Altre coppe | Totale | Totale |
| Stagione           | Squadra            | Comp               | Pres       | Reti       | Comp            | Pres            | Reti            | Comp               | Pres               | Reti               | Comp        | Pres        | Reti        | Pres   | Reti   |
| ------------------ | ------------------ | ------------------ | ---------- | ---------- | --------------- | --------------- | --------------- | ------------------ | ------------------ | ------------------ | ----------- | ----------- | ----------- | ------ | ------ |
| 2018-2019          | Real Oviedo B      | SDB                | 36         | 2          |                 | -               | -               |                    | -                  | -                  |             | -           | -           | 36     | 1      |
| apr.-mag. 2014     | Real Oviedo        | SDB                | 2          | 0          |                 | -               | -               |                    | -                  | -                  |             | -           | -           | 2      | 0      |
| 2014-2015          | Real Oviedo        | SDB                | 1          | 0          | CR              | 1               | 0               |                    | -                  | -                  |             | -           | -           | 2      | 0      |
| 2015-2016          | Real Oviedo        | SD                 | 0          | 0          | CR              | 0               | 0               |                    | -                  | -                  |             | -           | -           | 0      | 0      |
| 2016-2017          | Real Oviedo        | SD                 | 0          | 0          | CR              | 0               | 0               |                    | -                  | -                  |             | -           | -           | 0      | 0      |
| 2017-2018          | Real Oviedo        | SD                 | 0          | 0          | CR              | 1               | 0               |                    | -                  | -                  |             | -           | -           | 1      | 0      |
| 2018-2019          | Real Oviedo        | SD                 | 0          | 0          | CR              | 0               | 0               |                    | -                  | -                  |             | -           | -           | 0      | 0      |
| 2019-2020          | Real Oviedo        | SD                 | 11         | 0          | CR              | 1               | 0               |                    | -                  | -                  |             | -           | -           | 12     | 0      |
| 2020-2021          | Real Oviedo        | SD                 | 26         | 1          | CR              | 2               | 0               |                    | -                  | -                  |             | -           | -           | 28     | 1      |
| 2021-2022          | Real Oviedo        | SD                 | 15         | 1          | CR              | 1               | 0               |                    | -                  | -                  |             | -           | -           | 16     | 1      |
| Totale Real Oviedo | Totale Real Oviedo | Totale Real Oviedo | 55         | 2          |                 | 6               | 0               |                    | -                  | -                  |             | -           | -           | 61     | 2      |
| Totale carriera    | Totale carriera    | Totale carriera    | 91         | 4          |                 | 6               | 0               |                    | -                  | -                  |             | -           | -           | 97     | 4      |

## Palmarès

### Club

#### Competizioni nazionali
- Segunda División B: 1

Real Oviedo: 2014-2015